# Схолларт, Франсуа
Франсуа Виктор Мари Гислен Схолларт (или Шойар), (фр. François Victor Marie Ghislain (Frans) Schollaert); 19 августа 1851, Вилсел, Фламандский Брабант, Бельгия — 29 июня 1917, Сент-Адресс, Франция — бельгийский католический политический деятель, премьер-министр Бельгии (1908—1911).

## Биография
```
Родился в семье политического деятеля регионального масштаба. Окончил 
Лёвенский католический университет
, в 1875 г. ему была присвоена докторская степень. Занимался адвокатской практикой в родном городе Лёвене.
```

Начал политическую карьеру с избрания в 1888 г. депутатом Палате представителей бельгийского парламента, переизбирался до конца жизни.
С 1895 по 1899 г. находился на должности министра внутренних дел и общественных работ Бельгии. На этом посту инициировал законопроект, который возвращал преподавание религии в начальной школе.
Возглавлял Фламандский фермерский союз Boerenbond. Занимал должность председателя Палаты (1901—1908), после этого на некоторое время потерял своё место. Вернулся в парламент в 1911 году, где с 1912 г. до конца жизни вновь занимал пост председателя Палаты представителей.
После неожиданной смерти Жюля де Троза Схолларт заменил его на посту главы правительства, занимая одновременно должности министров внутренних дел и сельского хозяйства (1908—1910), а также искусств и науки (1910—1911).
На этом посту провел через парламент договор, согласно которому король продал принадлежавшее ему Свободное государство Конго бельгийскому государству и Конго получило таким образом статус колонии. Новым законом о воинской повинности (1909) он сделал обязательной личную военную службу в формате «один сын на семью». Это сильно изменило прежний порядок, согласно которому призыв на личную военную службу осуществлялся по жребию.
В 1911 г. пытался провести вторую школьную реформу путем предоставления специального ваучера родителям для зачисления детей в католические школы. Однако эта инициатива была отвергнута профессиональным сообществом, поскольку предполагала усиление влияния духовенства на образовательный процесс.

## Награды и звания
Бельгийские:
- Большой Крест ордена Короны,
- Великий офицер ордена Леопольда I,
- Гражданский крест первого класса,
- Памятная медаль в честь правления короля Леопольда II.

Иностранные:
- Большой Крест ордена Почетного легиона (Франция),
- Командор ордена Сельскохозяйственных заслуг (Франция),
- Большой крест ордена Звезды Румынии,
- Большой крест ордена Пия IX (Святой Престол),
- Большой Крест Ордена Святого Олафа (Норвегия).